# Eve Myles
Eve Myles (Ystradgynlais, 26 luglio 1978) è un'attrice britannica, nota per la sua partecipazione alla serie televisiva Torchwood.
In Torchwood interpreta una parte da protagonista con il ruolo di Gwen Cooper. Ha anche interpretato una cantante in un episodio della serie televisiva Merlin (1x01) e Ceri Owen nel dramma Belonging della BBC Wales. Ha partecipato anche nel terzo episodio della nuova serie del 2005 di Doctor Who. Nel 2015 interpreta la parte di Claire Ripley nella seconda stagione della serie televisiva Broadchurch, della BBC. Ha doppiato il personaggio Merrill nel videogioco Dragon Age II.

## Filmografia
- Nuts and Bolts – serie TV, episodio 1x01 (2000)
- Belonging – serie TV, 85 episodi (2000-2009)
- Tales from Pleasure Beach – miniserie TV, 1 puntata (2001)
- Doctor Who – serie TV, 3 episodi (2005, 2008)
- Colditz, regia di Stuart Orme – miniserie TV (2005)
- Soundproof, regia di Edmund Coulthard – film TV (2006)
- Torchwood – serie TV, 41 episodi (2006-2011)
- Little Dorrit – miniserie TV, 8 puntate (2008)
- Merlin – serie TV, episodio 1x01 (2008)
- Framed, regia di Andy De Emmony – film TV (2009)
- Baker Boys – serie TV, 6 episodi (2011)
- Frankie – serie TV, 6 episodi (2013)
- You, Me & Them – serie TV, 12 episodi (2013-2015)
- Under Milk Wood, regia di Pip Broughton – film TV (2014)
- Broadchurch – serie TV, 8 episodi (2015)
- Victoria – serie TV, 8 episodi (2016)
- Keeping Faith – serie TV, 9 episodi (2017)
- Eat Local. A cena coi vampiri, regia di Jason Flemyng (2017)
- A Very English Scandal – miniserie TV, 1 puntata (2018)

## Doppiatrice
- Dragon Age II – videogioco (2011)
- Torchwood: Web of Lies – serie TV, 8 episodi (2011)